# Anadara formosa
Anadara formosa – gatunek morskiego, osiadłego małża z rodziny arkowatych (Arcidae).
Muszla o wymiarach: długość 12,1 cm, wysokość 5,8 cm, średnica 6,4 cm. Żyje na głębokości od 11 metrów do 82 metrów. Odżywia się planktonem.
Występuje od Zatoki Kalifornijskiej po Peru.